# Romain Brégerie
Romain Brégerie (* 9. August 1986 in Talence) ist ein ehemaliger französischer Fußballspieler.

## Karriere
Brégerie erlernte das Fußballspielen beim Langon-Castets FC. Im Sommer 2002 wechselte er in die Jugendabteilung des Erstliga-Clubs Girondins Bordeaux, bei dem er 2006 seinen ersten Profivertrag unterschrieb. Um Spielpraxis zu sammeln, wurde Brégerie zur Saison 2006/07 für ein Jahr an den Drittligisten FC Sète ausgeliehen, für den er in 24 Ligaspielen zwei Treffer erzielte. Nach seiner Rückkehr bestritt er für die erste Mannschaft von Girondins Bordeaux lediglich drei Spiele im UEFA-Pokal-Wettbewerb und kam ansonsten nur in der Reservemannschaft zum Einsatz.
Zur Saison 2008/09 wechselte Brégerie zum Erstliga-Absteiger FC Metz, bei dem er einen Dreijahresvertrag erhielt. Nach 37 Zweitligaeinsätzen (ohne Torerfolg) in eineinhalb Jahren wurde er im Januar 2010 an den Ligakonkurrenten LB Châteauroux ausgeliehen, für den er in 17 Zweitligaspielen ein Tor erzielte. Nach Ablauf der Leihfrist ernannte ihn der neue Trainer des FC Metz, Dominique Bijotat, zum Beginn der Saison 2010/11 zum Mannschaftskapitän. Obwohl Brégerie fortan zum Leistungsträger reifte, entschied er sich, seinen im Sommer 2011 auslaufenden Vertrag nicht zu verlängern.
Stattdessen ging er ins Ausland und unterschrieb einen Zweijahresvertrag beim Zweitliga-Aufsteiger Dynamo Dresden. Im Verlauf der Saison 2011/12 bestritt Brégerie insgesamt 31 Ligaspiele (ein Treffer) und avancierte rasch zum Führungsspieler der Elbestädter.
Zur Saison 2014/15 wechselte er vom Absteiger Dresden zum Zweitligisten SV Darmstadt 98, bei dem er am 3. August 2014 sein Debüt beim 1:0-Heimsieg gegen den SV Sandhausen gab. Mit 33 Zweitligaspielen und sechs Toren trug er zum Aufstieg in die Bundesliga bei. Zwei Spiele der Saison absolvierte er sogar als Kapitän.
Für die nächste Spielzeit 2015/16 wechselte Brégerie von Darmstadt zum Mitaufsteiger FC Ingolstadt. Nachdem er erstmals mit der Mannschaft in die Bundesliga aufgestiegen war, debütierte er am 15. August 2015 (1. Spieltag) beim 1:0-Erfolg im Auswärtsspiel gegen den 1. FSV Mainz 05 – mit Einwechslung für Lukas Hinterseer in der 86. Minute – in dieser Spielklasse. Am 31. Spieltag sah Brégerie beim 2:2-Unentschieden gegen Hannover 96 die erste Rote Karte der Bundesligahistorie des FC Ingolstadt. Beim 2:0-Auswärtssieg gegen Eintracht Frankfurt am 21. Spieltag der Saison 2016/17 erzielte er seinen ersten Bundesligatreffer.
Am 3. Januar 2018 gab der SV Darmstadt 98 bekannt, Brégerie bis zum Sommer auszuleihen. Während seiner Leihe absolvierte er 14 Spiele und schoss ein Tor.
Am 27. August 2018 wechselte Brégerie für eine Saison ebenfalls auf Leihbasis zum 1. FC Magdeburg. Nach einem halben Jahr ohne Verein beendete er seine Karriere.

## Erfolge
- Vizemeister der 2. Bundesliga und Aufstieg in die Bundesliga 2015 (mit dem SV Darmstadt 98)